# Samuel Gigot
Samuel Florent Thomas Gigot (Avignon, 12 oktober 1993) is een Frans voetballer die als centrale verdediger of als defensieve middenvelder kan spelen. Hij tekende in juni 2022 een contract tot medio 2025 bij Olympique Marseille, dat hem overnam van Spartak Moskou.

## Clubcarrière

### Arles-Avignon
Gigot is afkomstig uit de jeugdopleiding van Athlétic Club Arles-Avignon. Op 30 augustus 2013 debuteerde hij in de Ligue 2 tegen Chamois Niortais.
 In zijn eerste seizoen kwam hij tot een totaal van tien competitiewedstrijden. Op 15 augustus 2014 maakte Gigot zijn eerste competitiedoelpunt tegen AS Nancy.

### KV Kortrijk
Op 15 mei 2014 maakte KV Kortrijk bekend dat de verdediger een driejarig contract had getekend bij de West-Vlaamse club. Hij speelde er op anderhalf seizoen in totaal 48 competitiewedstrijden, waarin hij twee doelpunten maakte.

### KAA Gent
Op 27 januari 2017 maakte KAA Gent bekend dat Gigot er een contract voor 4,5 seizoenen had getekend. Hij debuteerde er twee dagen later in de wedstrijd Gent - Club Brugge, die met 2-0 gewonnen werd. De rest van dat seizoen bleef hij er een vaste basisspeler.
Ook in het seizoen 2017/18 bleef hij een vaste waarde in de Gentse defensie. Op het einde van dat seizoen ontving hij de Jean-Claude Bouvy-Trofee, de supporterstrofee van KAA Gent.

### Spartak Moskou
In juni 2018 tekende Gigot een contract voor vier seizoenen bij Spartak Moskou. Op 28 juli 2018 speelde hij er zijn eerste wedstrijd, een competitiewedstrijd tegen FK Orenburg en maakte daarin meteen zijn eerste doelpunt voor zijn nieuwe club, waarmee hij de wedstrijd ook besliste (eindstand 1-0). Op 2 september van dat jaar liep hij een kruisbandblessure op in een wedstrijd tegen Zenit Sint-Petersburg, waardoor hij naar alle waarschijnlijkheid een groot deel van het seizoen 2018/19 zou missen.

### Marseille
In januari 2022 tekende Gigot een contract bij de Zuid-Franse club Olympique Marseille.

## Statistieken
| Seizoen         | Club             | Land               | Competitie      | Competitie | Competitie | Beker | Beker | Andere | Andere | Internationaal | Internationaal | Totaal | Totaal |
| Seizoen         | Club             | Land               | Competitie      | Wed.       | Dlp.       | Wed.  | Dlp.  | Wed.   | Dlp.   | Wed.           | Dlp.           | Wed.   | Dlp.   |
| --------------- | ---------------- | ------------------ | --------------- | ---------- | ---------- | ----- | ----- | ------ | ------ | -------------- | -------------- | ------ | ------ |
| 2013/14         | AC Arles-Avignon | Vlag van Frankrijk | Ligue 2         | 10         | 0          | 2     | 0     | 0      | 0      | 0              | 0              | 12     | 0      |
| 2014/15         | AC Arles-Avignon | Vlag van Frankrijk | Ligue 2         | 23         | 4          | 4     | 0     | 0      | 0      | 0              | 0              | 27     | 4      |
| 2015/16         | KV Kortrijk      | Vlag van België    | Eerste klasse   | 28         | 0          | 3     | 0     | 0      | 0      | 0              | 0              | 31     | 0      |
| 2016/17         | KV Kortrijk      | Vlag van België    | Eerste klasse   | 20         | 2          | 2     | 0     | 0      | 0      | 0              | 0              | 22     | 2      |
| 2016/17         | KAA Gent         | Vlag van België    | Eerste klasse   | 16         | 0          | 0     | 0     | 0      | 0      | 4              | 0              | 20     | 0      |
| 2017/18         | KAA Gent         | Vlag van België    | Eerste klasse   | 40         | 2          | 2     | 0     | 0      | 0      | 2              | 0              | 44     | 2      |
| 2018/19         | Spartak Moskou   | Vlag van Rusland   | Premjer-Liga    | 9          | 1          | 0     | 0     | 0      | 0      | 2              | 0              | 11     | 1      |
| 2019/20         | Spartak Moskou   | Vlag van Rusland   | Premjer-Liga    | 10         | 4          | 1     | 0     | 0      | 0      | 4              | 0              | 15     | 4      |
| Carrière totaal | Carrière totaal  | Carrière totaal    | Carrière totaal | 156        | 13         | 14    | 0     | 0      | 0      | 12             | 0              | 182    | 13     |

Bijgewerkt t.e.m. 2 september 2018.